# Ulu-Iul
Ulu-Iul (en rus: Улу-Юл) és un poble (possiólok) de l'óblast de Tomsk, a Rússia, que el 2015 tenia 1343 habitants.